# Julius Jacob von Haynau
Julius Jacob von Haynau, né le 14 octobre 1786 et mort le 14 mars 1853, est un général autrichien. Considéré comme l'un des meilleurs généraux autrichiens de son temps, il devient tristement célèbre pour sa répression implacable des revolutionnaires hongrois et italiens dans l'Empire Autrichien.

## Biographie

### Carrière de 1801 à 1847
Fils naturel du landgrave Guillaume IX de Hesse-Cassel et de Rosa Dorothea Ritter, il reçoit le titre de baron von Haynau.
Après des études à l'Université de Marbourg, il entre comme lieutenant dans l'armée autrichienne en 1801.
Il participe à la plupart des campagnes des guerres napoléoniennes. Il prend part ainsi à la bataille d'Ulm avant d'être promu capitaine-lieutenant lors de la Cinquième Coalition. Blessé à la bataille de Wagram, il se distingue en Italie lors des campagnes de 1813 et 1814, ce qui lui vaut d'être promu major.
En 1808, Haynau épouse Thérèse von Weber, fille du maréchal de camp Weber.
Il poursuit sa carrière entre 1815 et 1847 : il est lieutenant-colonel en 1823, colonel en 1830, puis général de brigade (Generalmajor) en 1833. Il commande alors une brigade en Italie. Enfin, en 1844, le voici maréchal de camp. Il commande une division à Graz avant d'être transféré en 1847 à Timişoara.

### Les campagnes de 1848-1849
D'un tempérament violent, profondément réactionnaire, Haynau se distingue au cours des révolutions de 1848 par sa férocité dans l'écrasement des mouvements insurrectionnels.
Il combat avec succès en Italie, où il réprime la révolte de la ville de Brescia. Des soldats autrichiens invalides ayant été massacrés par les habitants, Haynau organise une répression féroce contre la cité, ce qui lui vaut son surnom de « hyène de Brescia. »
En juin 1849, Haynau est rappelé à Vienne pour commander la première armée de réserve. Peu après, il est envoyé combattre les Hongrois révoltés. Il obtient de rapides succès militaires et écrase la révolution en moins de trois mois mais se fait encore remarquer pour sa brutalité : il fait ainsi fouetter toute femme ayant montré quelque sympathie à l'égard des révolutionnaires.
Il met en place des cours martiales jugeant officiers et fonctionnaires révolutionnaires. Treize généraux hongrois sont ainsi fusillés à Arad. Ils deviennent dans l’histoire nationale hongroise les « 13 martyrs d’Arad. » Il faut toutefois signaler que Haynau agit en plein accord avec le cabinet militaire de l’empereur François-Joseph, bien que ce dernier ait recommandé une certaine clémence. Par ailleurs, son attitude déplait également à ses alliés russes.
Après la fin de la guerre, il est nommé commandant en chef des forces armées en Hongrie. Toutefois, son tempérament le dresse bientôt contre le ministre de la Guerre et il est limogé de son poste en 1850.

### Disgrâce
Retiré à Graz, il part ensuite pour l'étranger, notamment en Belgique et au Royaume-Uni.
Les réfugiés hongrois y répandent l’image de « boucher » qui lui colle bientôt à la peau. Celui-ci subit ainsi une agression de la part de sympathisants de la cause hongroise.
Il meurt à Vienne en 1853.